# Achaia Regio
L'Achaia Regio è una struttura geologica della superficie di 21 Lutetia.